# Бойцун Наталія Євгенівна
Бойцун Наталія Євгенівна (31 березня 1960, м. Челябінськ (Росія) — Заступник Міністра промислової політики України — керівник апарату до 2014 року. Доктор технічних наук (1996), професор міжнародних фінансів (2001), Заслужений економіст України (2008).
Автор, співавтор понад 60 наукових праць в галузі гідроаеродинаміки, а також міжнародної торгівлі та фінансів, використання математичних методів в управлінні.

## Освіта
У 1982 році закінчила механіко-математичний факультет Дніпропетровського державного університету, за спеціальністю — гідроаеродинаміка, механік.
Брала участь у стажувальних програмах і проектах Європейської Комісії в університеті Амстердама (Нідерланди, 1995, 2002), університет Лювена (Бельгія, 1996, 2003), університеті Кобленц—Ландау (Німеччина, 2000).
Володіє російською, українською та англійською мовами.

## Трудова діяльність
Вересень 1982 — липень 1984 — інженер Інституту технічної механіки АН УРСР (м. Дніпропетровськ).
З липня 1984 по лютий 2005 р. пройшла шлях від молодшого наукового співробітника до декану факультету Міжнародної економіки Дніпропетровського національного університету.
Лютий 2005 — грудень 2005 — виконуюча обов'язки заступника Голови Дніпропетровської обласної державної адміністрації з питань зовнішньоекономічної діяльності, регуляторної політики та споживчого ринку.
Січень 2006 — лютий 2007 — проректор Приватного вищого навчального закладу «Міжнародний інститут менеджменту» (м. Київ).
З березня 2007 — по квітень 2010 — заступник Міністра економіки України.
Травень 2010 — червень 2013 р. — обіймала посаду директора Департаменту Міністерства енергетики та вугільної промисловості України.
19 червня 2013 р. Указом Президента України № 339/2013 призначена на посаду Заступника Міністра промислової політики України — керівника апарату. Звільнена 6 жовтня 2014 року.

## Джерело
- Довідка [Архівовано 22 лютого 2014 у Wayback Machine.]